# Nazionale maschile di football sala dell'Italia
La nazionale maschile di futbol de Salon AMF italiana di Calcio a 5 nella versione sudamericana, cioè con le regole della Asociación Mundial de Futsal, fa capo alla Federazione Italiana Football Sala e rappresenta l'Italia nelle varie competizioni ufficiali o nelle amichevoli riservate a selezioni nazionali.
Ha cominciato la sua attività nel 1987 e nell'anno successivo ha partecipato alla sua prima competizione internazionale: il Campionato mondiale di calcio a 5 svoltosi in Australia, in cui si classificò nona. Nel 1989, invece, partecipò al suo primo Campionato Europeo, giocato in Spagna, dove si piazzò al sesto posto.
Dopo aver partecipato all'Europeo che ebbe luogo in Portogallo nel 1990 e in cui si classificò ottava, la FIFS ha avuto l'onore di organizzare il Campionato mondiale FIFUSA del 1991, dove l'Italia arrivò ventesima. Con il sesto posto all'Europeo dell'anno successivo (1992) l'Italia si qualificò per il Mondiale del 1994 in Argentina, sua ultima apparizione in competizioni mondiali organizzate dalla FIFUSA; il risultato fu deludente: la selezione italiana fu eliminata al primo turno. Inoltre, ha partecipato a tre edizioni della Coppa Latina, quelle del 1991, del 1992 e del 1998.
La Nazionale Italiana non si è più riunita durante il periodo dormiente della Federazione Italiana Football Sala, ma con l'arrivo di Axel Paderni (2009) la FIFS ha ripreso le sue attività e con lei anche la Nazionale, partecipando a tre edizioni del Mundialito Cup Tournament organizzato dalla International Futsal World League Association: nel 2010 l'Italia si classifica quarta a Cornaredo e per due anni consecutivi (2011-2012) arriva prima ad Agrate Brianza.
Dall'Ottobre 2012, con il riconoscimento della FIFS da parte dell'AMF, è rientrata ufficialmente nelle competizioni internazionali dell'Asociación Mundial de Futsal e il 9 e 10 marzo 2013 a Romorantin-lanthenay vengono disputati due match ufficiali AMF contro la Francia che terminano 6 a 3 e 5 a 2 a favore della Francia.
A marzo 2013 viene disputato e vinto il quarto Mundialito a Lainate questa volta patrocinato dall'AMF al quale hanno partecipato oltre all'Italia, Svizzera, Principato di Monaco, Bolivia, Ecuador, El Salvador.
. A novembre 2013 dopo ben 19 anni di assenza ad un evento FIFUSA/AMF ha partecipato al campionato del Mondo Femminile dell'AMF a Barrancabermeja in Colombia classificandosi al 12º posto e vincendo la Coppa Fair Play.
Ad aprile 2014 a 23 anni distanza dal Mondiale Maschile FIFUSA 1991 viene organizzata un evento internazionale AMF in Italia a Novarello Villaggio Azzurro il Mundialito Cup Tournament che ha visto la Nazionale raggiungere la Finale chiudendo al 2º posto.
A ottobre 2014 la Nazionale Italiana Maggiore di Football Sala è stata impegnata nelle Qualificazioni Europee UEFS a LLoret de Mar dove non è riuscita a staccare il pass per il Campionato del Mondo AMF dell'Aprile 2015 in Bielorussia.chiudendo al 4º posto dopo Repubblica Ceca, Norvegia e Francia.
A ottobre 2014 ha partecipato con la Nazionale categoria C20 al Campionato del Mondo in Cile nella Città di Concepcion dove ha chiuso al 10º posto.
Ad aprile 2015 vince il suo quarto Mundialito a Lainate (Italia) battendo in Finale 14 a 12 la Svizzera.
A dicembre 2015 la Nazionale Maschile Under 21 dopo 20 anni di assenza dalle competizioni ufficiali Europee ha partecipato al Campionato D'Europa a Lloret de Mar in Spagna classificandosi al 5º posto.
A marzo 2016 conquista in secondo posto al Mundialito tenuto al Novarello Villaggio Azzurro venendo sconfitta 7 a 4 dal Belgio.
La Nazionale Italiana Maschile dopo ben 21 anni di assenza centra uno Storico Secondo posto al Campionato Europeo UEFS che si è tenuto in Russia a Mosca dal 23 al 28 maggio 2016.

## Giocatori "storici” della Nazionale
- Giuseppe Caggiano: Capitano della Nazionale dal 1987 al 1999, detiene 52 presenze;
- Giovanni Oliva: Capitano dal 2009 al 2014 Detiene 54 presenze,e ad oggi detiene il record di 3 Mundialiti vinti consecutivamente ;
- Stefano Usai: Capitano dal 2014 vanta 53 presenze ad oggi è anche il giocatore che vanta il maggior numero di Trofei vinti con 2 Mundialiti, 4 Scudetti per Club, 1 Coppa Italia e 1 Supercoppa Italiana per Club;
- Luca Licini: vanta il periodo di maggiore militanza, Esordio giugno 1993, Ultima Presenza dicembre 2015, ha giocato in ben 3 decenni anni 90, anni 2000, anni 2010, vanta il Record Assoluto di Presenze con ben 66 presenze ad oggi.

## Risultati nelle competizioni internazionali

### Campionato mondiale di calcio a 5
- 1988 - 14º Posto (Australia)
- 1991 - 20º Posto (Italia)
- 1994 - 14º posto (Argentina)
- 1997 - non presente
- 2000 - non presente
- 2003 - non presente
- 2007 - non presente
- 2011 - non presente
- 2015 - non qualificata

### Campionato Europeo UEFS
- 1989 - 5º posto (Spagna)
- 1990 - 8º posto (Portogallo)
- 1992 - 5º posto (Portogallo)
- 1995 - non presente
- 1998 - non presente
- 2004 - non presente
- 2006 - non presente
- 2008 - non presente
- 2010 - non presente
- 2012 - non presente
- 2014 - 4º posto qualificazioni europee (Spagna)
- 2016 - 2º posto (Russia)

### Mundialito Cup Tournament Men AMF
- 2010 - 4º posto - Cornaredo - Italia
- 2011 - 1º posto - Agrate Brianza - Italia
- 2012 - 1º posto - Agrate Brianza - Italia
- 2013 - 1º posto - Lainate - Italia
- 2014 - 2º posto - Novarello - Italia
- 2015 - 1º posto - Lainate - Italia
- 2016 - 2º posto - Novarello - Italia
- 2017 - 3º posto - Novara - Italia

### Altre manifestazioni e campionati
- 1988 - 3º posto – Coppa Latina UEFS (Spagna)
- 1989 - 3º posto – Coppa Latina UEFS (Spagna)
- 1990 - 3º posto – Coppa Latina UEFS (Portogallo)
- 1991 - 3º posto – Coppa Latina UEFS (Italia)
- 1992 - 3º posto – Coppa Latina UEFS (Portogallo)
- 1993 - 3º posto – Coppa Latina UEFS (Spagna)
- 1993 - 2º posto – Coppa del Re FIFUSA (Marocco)
- 1994 - 3º posto – Coppa Latina UEFS (Spagna)
- 1995 - 3º posto – Coppa Latina UEFS (Spagna)
- 1996 - 3º posto – Coppa Latina UEFS (Spagna)
- 1997 - 4º posto – Coppa Latina UEFS (Spagna)
- 1998 - 4º posto – Coppa Latina UEFS (Portogallo)
- 1999 - 3º posto – Coppa Latina UEFS (Portogallo)
- 1999 - 1º posto – Campionato Europeo IFVL (Italia)
- 2013 - 3º posto – Coppa delle Alpi AMF (Svizzera)
- 2013 - 12º posto – Campionato del Mondo Femminile (Colombia)
- 2014 - 9º posto – Campionato del Mondo U20 (Cile)
- 2015 - 5º posto – Campionato Europeo U21 UEFS (Lloret de Mar)
- 2015 - 3º posto – Coppa Latina AMF (Italia)
- 2016 - 1º posto – Coppa delle Alpi AMF (Svizzera)